# Robiquetia viridirosea
Robiquetia viridirosea är en orkidéart som beskrevs av Johannes Jacobus Smith. Robiquetia viridirosea ingår i släktet Robiquetia och familjen orkidéer. Inga underarter finns listade i Catalogue of Life.